# Lethal Enforcers
Lethal Enforcers (リーサルエンフォーサーズ Rīsaru Enfōsāzu) är ett shoot 'em up-spel från 1992, släppt till arkadhallarna av Konami. Spelet porterades sedan till SNES, Sega Mega Drive och Sega Mega-CD, och såldes då med ljuspistolen Konami Justifier.

## Handling
Spelet utspelar sig i Chicago, där polismannen Don Marshall skall stoppa en stor brottsvåg som härjar i staden.

## I populärkultur
På albumet Brain Thrust Mastery spelade We Are Scientists  in en sång vid namn "Lethal Enforcer", som refererar till spelet. På albumet finns flera olika TV-spelsrelaterade sångtitlar, som "Altered Beast," "Ghouls" (från "Ghouls 'n Ghosts") och "Gauntlet".

### Fotnoter
1. ↑  ”Laist Interview: We Are Scientists” (på engelska). 8 maj 2008. Arkiverad från originalet den 15 maj 2008. https://web.archive.org/web/20080515020254/http://laist.com/2008/05/08/laist_interview_143.php.